# Beeramangala, Gauribidanur
Beeramangala là một làng thuộc tehsil Gauribidanur, huyện Kolar, bang Karnataka, Ấn Độ.